# Раинчик, Василий Петрович
Василий Петрович Раинчик (род. 7 марта 1950, д. Черепы, Фащевского сельсовета, Шкловского района, Могилёвской области, Белорусская ССР) — советский и белорусский композитор, пианист. Художественный руководитель вокально-инструментальный ансамбль «Верасы» с 1974 года. Народный артист Беларуси (1995), член Союза композиторов БССР (1982). Лауреат премии Ленинского комсомола БССР (1980), премии года «Эстрада» (1994).

## Биография
В 1974 году окончил Белорусскую государственную консерваторию по классу фортепиано профессора Валерия Владиславовича Шацкого и в 1981 году по классу композиции профессора Евгения Александровича Глебова. В 1974 году пришёл в вокально-инструментальный ансамбль «Верасы», став его художественным руководителем, которым является и по сей день. В 1998 году организовал детский ансамбль «Верасята».
С 1977 года — музыкальный, с 2000 года — художественный руководитель Молодёжного театра эстрады при Белорусском университете культуры. С 2000 года профессор Белорусского государственного университета культуры и искусств.
Написал более 100 песен, концерт для фортепиано с оркестром, кантату «Мальчиш-Кибальчиш» (1984) для детского хора, солистов и симфонического оркестра, балет «Крылья над Россией» (1987), оркестровая музыка для симфонического оркестра «Симфонические вариации» (1980), для эстрадного оркестра «Вариации», «Болеро», «Карнавал» (1984); пьесы для электронных инструментов «Назад к звездам» (1985), «Жизнь артиста» (1986); музыка к спектаклю «Голый король» (1993). Множество камерно-инструментальных произведений, а также аранжировок, оркестровок, обработок, переложений народной, эстрадной, инструментальной и электронной музыки. Как пример: «Музыка для всех» . Под его бессменным руководством ансамбль «Верасы» снискал в свое время всесоюзную популярность.

## Личная жизнь
Жена — Ирина Михайловна Цветкова (род. 16 июля 1950) — экс-солистка ансамбля «Верасы» (1982—1988). Зарегистрировали свои отношения в 1971 году; в браке родился сын Сергей (1972—2020). Внук — Василий (род. 1996).

## Награды и звания
- Заслуженный артист Белорусской ССР (1982);
- Народный артист Республики Беларусь (1995);
- Орден Франциска Скорины (2006);
- Почётная грамота Национального собрания Республики Беларусь (31 марта 2006 года) — за значительный вклад в подготовку кадров работников отрасли культуры, постановку многочисленных высокопрофессиональных праздничных мероприятий[2].